# L. Ron Hubbard
L. Ron Hubbard, właśc. Lafayette Ronald Hubbard (ur. 13 marca 1911 w Tilden w stanie Nebraska, zm. 24 stycznia 1986 w San Luis Obispo) – założyciel Kościoła Scjentologicznego i twórca dianetyki, autor opowiadań fantastycznych i science fiction wydawanych w czasopismach typu pulp magazine.
L. Ron Hubbard twierdził, że kosmos zamieszkany jest przez liczne gatunki rozumne i że space opera jest odbiciem podświadomych wspomnień o rzekomo prawdziwych wydarzeniach, które miały mieć miejsce miliony lat temu (m.in. incydent Xenu).

## Twórczość

### Cykle

#### CyklMission Earth
- The Invaders Plan (1985)
- Black Genesis (1986)
- The Enemy Within (1986)
- An Alien Affair (1986)
- Fortune of Fear (1986)
- Death Quest (1986)
- Voyage of Vengeance (1987)
- Disaster (1987)
- Villainy Victorious (1987)
- The Doomed Planet (1987)

### Pozostałe powieści
- Under the Black Ensign (1935)
- Buckskin Brigades (1937)
- Slaves of Sleep (1939)
- Final Blackout (1940)
- The End Is Not Yet (1947)
- Death's Deputy (1948)
- The Masters of Sleep (1948)
- Typewriter in the Sky (1951)
- Fear (1951)
- Do gwiazd (Return to Tomorrow lub To the Stars, 1954)
- The Ultimate Adventure (1970)
- Seven Steps to the Arbiter (1975)
- Bitwa o Ziemię (lub Pole bitewne Ziemia. Saga roku 3000) (Battlefield Earth, 1982)
- The Automagic Horse (1994)
- Ai! Pedrito! Pojedynek sobowtórów (Ai! Pedrito! When Intelligence Goes Wrong, 1998) (razem z Kevinem J. Andersonem)

### Zbiory opowiadań
- Triton (1949)
- The Kingslayer (1949)
- Ole Doc Methuselah (1970)
- Lives You Wished to Lead But Never Dared (1978)

### Inne (wybór)
- Dianetyka. Pierwotna teoria (Dianetics: The Original Thesis, 1948)
- Dianetyka. Współczesna nauka o zdrowiu umysłowym (Dianetics: The Modern Science of Mental Health, 1950)
- Dianetyka. Ewolucja nauki (Dianetics: The Evolution of a Science, 1950)
- Notes on the Lectures (1951)
- Science of Survival (1951)
- Child Dianetics. Dianetic Processing for Children (1951)
- Auto-analiza (Self Analysis, 1951)
- A History of Man (1952)
- Brain-washing (1955)
- Scjentologia. Podstawy myśli (Scientology: The Fundamentals of Thought, 1956)
- Problemy pracy. Zastosowanie scjentologii w codziennej pracy (The Problems of Work, 1956)
- All About Radiation (1957)
- Have You Lived Before This Life (1960)
- The Book of E-Meter Drills (1965)
- Scjentologia. Nowe spojrzenie na życie (Scientology: A New Slant on Life, 1965)
- Droga do szczęścia (The Way to Happiness, 1981)
- Clear Body, Clear Mind (1990)
- Scientology: Fundamentals of Thought (2007)